# أمير الظلام (فلم)
أمير الظلام فيلم مصري من إنتاج عام 2002، من بطولة عادل إمام وشيرين سيف النصر ويوسف داود ودنيا عبد العزيز ومن إخراج رامي إمام. وحقق إيرادات تقدر بمبلغ 9,307,124 جنيه مصري. والفيلم من توزيع الشركة العربية للإنتاج والتوزيع السينمائي.
الفيلم هو أول فيلم يخرجه رامي إمام (ابن عادل إمام)، وفكرته مأخوذة من الفيلم الأمريكي عطر امرأة.

## قصة الفيلم
تدور أحداث الفيلم حول سعيد المصري (عادل إمام) أحد طياري حرب أكتوبر الذي فقد بصره بعد انفجار طائرته في الحرب فيضطر للعيش في دار للمكفوفين يديرها شخص بيروقراطي جدا يحولها إلى سجن فيرفض سعيد ما يحدث ويرفض الاعتراف بعجزه، فيبدأ في تعليم المكفوفين بالدار معنى الألوان و الانطلاق و رؤية الحياة من منظور آخر.و تنشأ بينهم حاله من الحب الاسري و يتعرف بعلياء الفنانة التشكيلية في «الديسكو تك» فيحكي لها قصته فتتعاطف معه و تنشأ بينهما علاقة عاطفية، وفي أحد الأيام أثناء وجوده مع علياء خارج الدار تقتحم الدار عصابة إرهابية أجنبية لتقتل معظم الموجودين بالدار وتستولي علي كل شيء استعدادا لمهاجمة موكب أحد الرؤساء القادمين من الخارج لاستكمال محادثات السلام. يعود سعيد ليلا ليفاجأ بجثث زملائه فيدرك ما يحدث فيقوم بمنعها وينقذ الموكب.

## بطولة
- عادل إمام: (سعيد المصري)
- شيرين سيف النصر: (علياء)
- يوسف داود: (زلفي)
- توفيق عبد الحميد: (هاشم - ضابط شرطة)
- دنيا عبد العزيز: (ندى)
- ضياء عبد الخالق: (عزام)
- خالد سرحان: (سعدون)
- تامر عبد المنعم: (أشرف)
- جرير منصور : (ماركوس)
- عبد الله سعد : (ألبيرتو)
- أحمد التهامي: (ماكس)
- علاء زينهم: (موظف في الدار)
- رضا حامد : (عبادة - الطيار)
- سعيد صالح: (ضيف شرف - مدرب الفريق الخصم)
- يونس شلبي: (حكم مباراة كرة الجرس)
- رجاء الجداوي: (ضيفة شرف)
- إيناس مكي: (ضيفة شرف)
- سعيد عبد الغني: (ضيف شرف)
- محمود عزب : (معلق المباراة)

## فريق العمل
- إخراج: رامي إمام
- قصة: خالد سرحان، حمدي يوسف
- سيناريو وحوار: تامر عبد المنعم، عبد الفتاح البلتاجي
- إنتاج: عصام إمام
- توزيع: الشركة العربية للإنتاج والتوزيع السينمائي
- مونتاج: ماجد مجدي
- موسيقى: خالد حماد
- مدير التصوير: محسن نصر